# ジュリアン・カヨ＝エヴァンス
ジュリアン・カヨ＝エヴァンズ（William Edward Julian Cayo-Evans, 1937年4月22日 - 1995年3月28日）は、ウェールズの政治活動家であり、急進的な政治団体自由ウェールズ軍の指導者。

## References
1. ↑  Lyn Ebenezer. “Cayo Evans” (Welsh).   BBC Cymru. 2019年12月22日閲覧。
2. ↑  Tony Heath (1995年5月31日). “Obituary: Julian Cayo Evans”. The Independent. 2010年10月23日閲覧。

## External links
- Julian Cayo-Evans at The Dictionary of Welsh Biography (published 2016)

| スタブアイコン | サブスタブ | この項目は、まだ閲覧者の調べものの参照としては役立たない、人物に関連した書きかけの項目です。この項目を加筆・訂正などしてくださる協力者を求めています（P:人物伝/PJ:人物伝）。 |